# Efka-Werke
Die Efka-Werke waren ein in Trossingen ansässiger, europaweit bekannter Hersteller von Zigarettenpapier. Sie wurden 1912 von Fritz Kiehn, dessen Initialen dem Unternehmen seinen Namen gaben, und dessen Frau Berta als Zigarettenpapier-Fabrik gegründet. Kiehn leitete das Unternehmen bis 1972, als er die Leitung im Alter von 87 Jahren abgeben musste.

## Geschichte
1945–1949 war Fritz Kiehn in Kriegsgefangenschaft und übernahm 1949 Efka erneut. Nach dem Zweiten Weltkrieg wurde das Werk neu aufgebaut und wesentlich erweitert. Stand 1962 hatte Efka rund 800 Mitarbeiter. In den 1970er- und 1980er-Jahren etablierte sich Efka als Weltmarktführer für Hülsen u. a. für Zigarettenstopfer und Zigarettenpapier.  Im Jahr 2000 übernahm Imperial Tobacco die Efka sowie deren Tochtergesellschaften; Efka blieb allerdings innerhalb der Firmengruppe eigenständig.

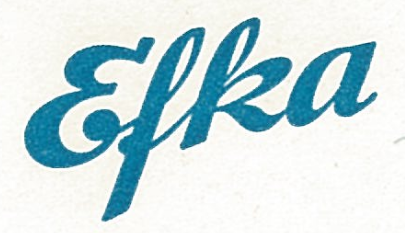
Logo der Efka-Werke, Stand 1961

Das Unternehmen stellte im Jahr ca. 17,9 Mrd. Filterhülsen her (Stand: 2015), in der Bundesrepublik Deutschland hauptsächlich für die Marken West, Columbus, Route 66; weitere bekannte Markenprodukte sind JPS und Rizla. Efka setzte seine Produkte international in etwa 25 Ländern ab. Mit 45 % stellte Deutschland den wichtigsten Absatzmarkt dar, daneben zählten Belgien und Frankreich sowie Polen, Tschechien und die Slowakei zu den wichtigen Absatzgebieten.
Im Januar 2020 wurde auf einer Betriebsversammlung bekanntgegeben, dass der britische Mutterkonzern beschlossen hat, das Trossinger Werk, in dem 131 Mitarbeiter beschäftigt waren, 2021 zu schließen. Als Grund wurde die geringe Auslastung des Werks aufgrund der sinkenden Nachfrage angegeben. Die Produktion wurde im Juni 2020 eingestellt. Im Oktober 2020 wurde das Fabrikgebäude vom Mitbewerber Mignot & De Block (Gizeh Raucherbedarf) aufgekauft, die die Produktion unter der Firmierung FK Feinpapier Kompetenz GmbH im November 2020 wieder aufnahm und rund 80 Arbeitsplätze erhalten möchte. Nur auf dem Papier existiert Stand 2021 noch eine Imperial Tobacco (EFKA) GmbH & Co. KG mit Sitz in Hamburg.

## efkadruck
Die Druck- und Verpackungssparte der damals wirtschaftlich angeschlagenen Efka-Werke wurde 1970 in ein eigenständiges Unternehmen namens efkadruck ausgegliedert. Dieses gehörte zunächst den Papierwerken Waldhof-Aschaffenburg, dann ab 1985 dem Bräunlinger Unternehmen Straub-Verpackungen, behielt aber den Namen efkadruck bis 2006 bei. Während die Efka-Werke ein neues Fabrikgebäude ⊙ in einem Industriegebiet bezogen hatten, blieb efkadruck in dem in den 1930er Jahren erbauten und Anfang der 1960er Jahre erweiterten Fabrikgebäude ⊙ im Stadtzentrum.
Nach einer Insolvenz wurde efkadruck 2006 von der Ettlinger Akzidenzdruckerei Kraft Druck übernommen. 2012 erfolgte der Umzug von Trossingen nach Spaichingen, das Trossinger Firmengebäude mit dem markanten Efka-Turm wurde abgerissen. Nach einer erneuten Insolvenz erfolgte 2016 die Übernahme des Spaichinger Werkes durch die Verpackungsunternehmen Casimir Kast (Gernsbach) und Rack & Schuck (Mannheim), die es als eigenständiges Unternehmen Kraft Display GmbH weiterführten. Damals wurden 45 der 90 Mitarbeiter übernommen, jedoch wurde 2018 die Produktion vollständig an die Standorte der Mutterunternehmen verlagert, so dass Stand 2019 in Spaichingen weniger als 10 Mitarbeiter beschäftigt waren.